# Weronika Grzelak
Weronika Grzelak (ur. 19 marca 1997) – polska wieloboistka. Halowa mistrzyni Polski z 2017 w pięcioboju.

## Osiągnięcia
| Rok  | Impreza                               | Miejsce   | Konkurencja     | Pozycja     | Wynik     |
| ---- | ------------------------------------- | --------- | --------------- | ----------- | --------- |
| 2013 | Mistrzostwa świata juniorów młodszych | Donieck   | siedmiobój U-18 | 20. miejsce | 5100 pkt. |
| 2016 | Mistrzostwa świata juniorów           | Bydgoszcz | siedmiobój      | 21. miejsce | 4872 pkt. |